# Jagstrot
Jagstrot ist ein Weiler im Stadtteil Sulzdorf der Kreisstadt Schwäbisch Hall des gleichnamigen Landkreises im nordöstlichen Baden-Württemberg.

## Geographie
Jagstrot liegt etwa achteinhalb Kilometer östlich des Stadtzentrums von Hall und zwei Kilometer nordnordöstlich der Dorfmitte von Sulzdorf auf der Haller Ebene, an der Westseite des tief eingeschnittenen Bühlertals. Es ist ein Weiler mit rund einem Dutzend Hausnummern und einigen Scheunen und Ställen. Gut einen halben Kilometer im Norden läuft der Otterbach in seiner Klinge ostwärts dem Fluss zu, der Ort selbst liegt am linken Hang der in derselben Richtung zur Bühler hin laufenden flachen Wiesenmulde des Brunnenwiesenbachs, die etwas weiter abwärts abrupt in einer Klinge zum Flusstal abfällt. Die Hänge der nahen Taleinschnitte sind bewaldet, die nähere Umgebung ist, von der grünen Mulde und einigen Obstgärten im Ortsbereich abgesehen, großparzelliges Ackerland.
Die aus Hall im Westen kommende und dann in Richtung Großaltdorf führende K 2665 durchzieht den Ort und erreicht kurz nach ihm das obere Ende ihrer Serpentinen-Talsteige ins Bühlertal hinab. In sie mündet hier, aus Sulzdorf kommend, die K 2627; ein weiteres Sträßchen erschließt von Jagstrot aus den nahen Weiler Hohenstadt im Südosten.

## Geschichte
Jagstrot wurde im 19. Jahrhundert Jagstroth, davor Jochesrod und Jochsroth geschrieben. Der Name kommt also vom ackerbaulichen Flächenmaß Joch und nicht etwa vom Namen des Flusses Jagst, dessen Tal weit nordöstlich jenseits des Bühlertales verläuft.